# Juncus gonggae
Juncus gonggae là một loài thực vật có hoa trong họ Juncaceae. Loài này được Miyam. & H.Ohba mô tả khoa học đầu tiên năm 1997.